# Hilbrand Boschma

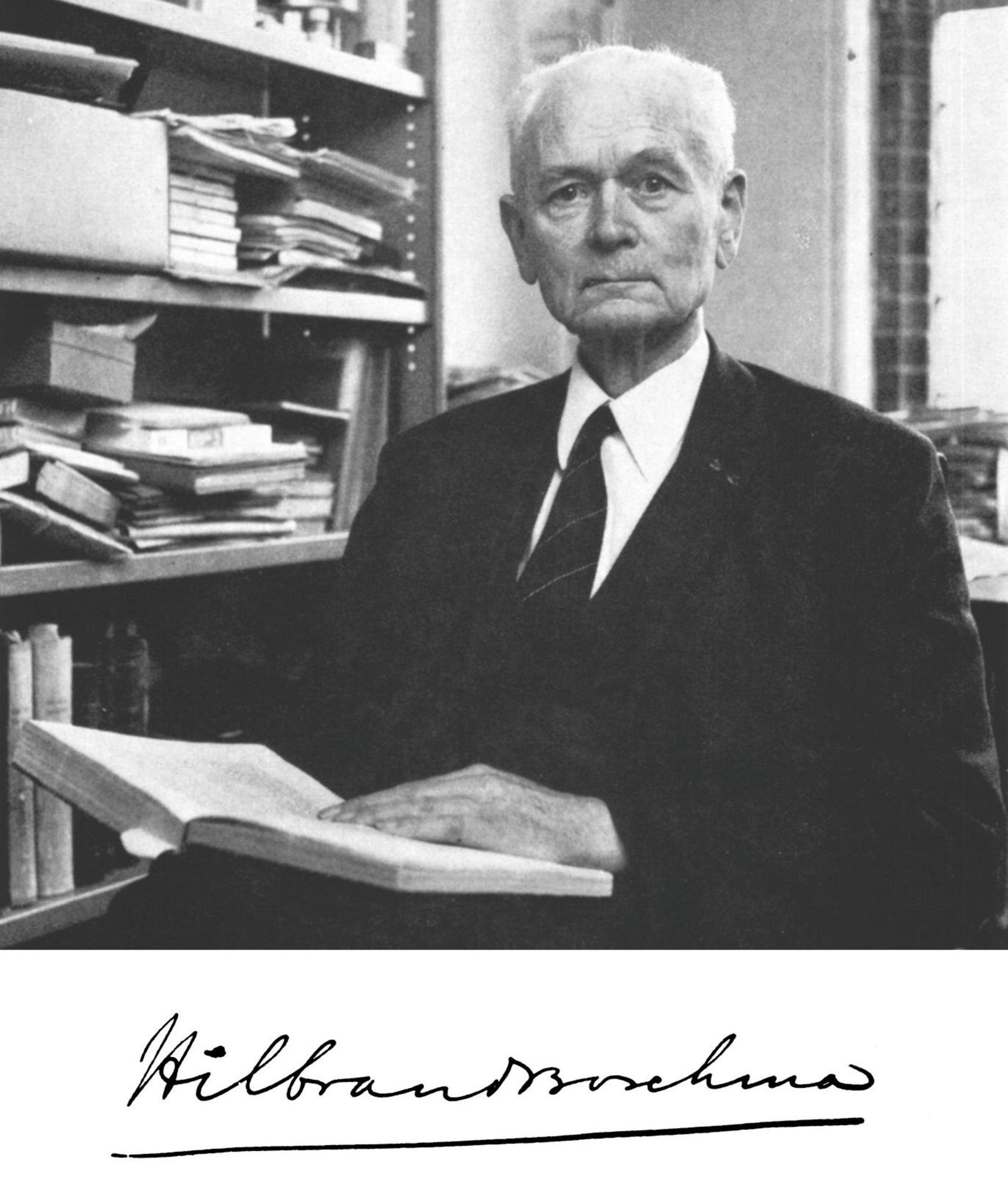
Porträt und Signatur von Hilbrand Boschma

Hilbrand Boschma (* 22. April 1893 in IJsbrechtum (Gemeinde Wymbritseradeel), Provinz Friesland; † 22. Juli 1976 in Leiden) war ein niederländischer Zoologe, Hochschullehrer und Museumsdirektor.

## Leben
Boschma verbrachte seine Jugend in einem Landwirtschaftsbetrieb und besuchte die Hogereburgerschool in Sneek. Nach dem Staatsexamen für klassische Sprachen bekam er seine Hochschulzulassung und studierte Biologie an der Universiteit van Amsterdam. 1919 legte er die Doktorprüfung ab und promovierte knapp ein Jahr später über ein anatomisches Thema, Das Halsskelett der Krokodile.
Im Oktober 1920 reiste Boschma nach Niederländisch-Ostindien, wo er einen Posten am Treub Laboratorium des Botanischen Gartens Buitenzorg (heute Bogor) annahm. 1921 wurde er kommissarischer Leiter des Labors, 1922 kehrte er in die Niederlande zurück, wo er am 1. November zum Oberassistenten am Zoologischen Laboratorium der Universität Leiden ernannt wurde, wo Pieter Nicolaas van Kampen Direktor war. Im selben Jahr nahm er unter der Leitung des dänischen Zoologen Theodor Mortensen an einer dänischen Expedition zu den Kai-Inseln teil, auf der er Korallenproben sammelte und studierte. Am 1. Juli 1928 wurde er zum Dozenten ernannt, 1931 folgte er Van Kampen als Professor für Zoologie und Direktor des Zoologischen Labors.
1934 wurde Boschma Direktor des Rijksmuseum van Natuurlijke Historie als Nachfolger von Eduard Daniël van Oort. Alle seine Vorgänger waren Spezialisten auf dem Gebiet der Wirbeltiere, oft Vögel. Er hingegen war ein Experte für wirbellose Tiere. Sein Hauptinteresse galt den Hydrozoen und Blumentieren, insbesondere den während der Siboga-Expedition (1899–1900) gesammelten Steinkorallen (Scleractinia). Eine große Anzahl von Arten wurde von ihm beschrieben, darunter Millepora tenera. Ab 1948 veröffentlichte Boschma etwa 70 Abhandlungen über die Feuerkorallen und die Filigrankorallen. Als 1937 zwei Pottwale bei Breskens strandeten und die Kadaver für das Museum beschafft wurden, untersuchte Boschma verschiedene Eigenschaften dieser Tiere und veröffentlichte einige wichtige Artikel über sie.
Boschma war Mitglied mehrerer wissenschaftlicher Gesellschaften, darunter der Königlich Niederländischen Akademie der Wissenschaften (ab 1946) und des Ständigen Ausschusses der Internationalen Zoologischen Kongresse. Ferner war er korrespondierendes Mitglied der Zoological Society of London sowie Ehrenmitglied der Société Zoologique de France und der International Commission on Zoological Nomenclature.
1958 ging Boschma in den Ruhestand. Leo Daniël Brongersma wurde neuer Direktor des Naturkundemuseums in Leiden und Boschma lehrte noch weitere fünf Jahre als Professor für Systematische Zoologie an der Universität Leiden, bis er emeritiert wurde. Im Museum hatte er einen Arbeitsraum, wo er bis zum Alter von 81 Jahren tätig war. Seine letzte Schrift veröffentlichte er 1974 über die parasitär lebende Krebstier-Gattung Rhizocephala.
Boschmas Bibliographie umfasst 306 wissenschaftliche Artikel.
Boschma heiratete am 20. Juli 1920 Frederika Wilhelmina Braat, mit der er zwei Töchter und drei Söhne hatte.

## Dedikationsnamen
Edward G. Reinhard führte 1958 die monotypische Krebstiergattung Boschmaia und Jacqueline Bocquet-Védrine 1967 die Krebstiergattung Boschmaella ein. Folgende Arten sind nach ihm benannt:
- Basilometra boschmai AH Clark, 1936
- Boschmaia mundicola Reinhard, 1958
- Cherax boschmai Holthuis, 1949
- Clibanarius boschmai Buitendijk, 1937
- Conopora boschmai (Wells, 1977) (fossil)
- Cryptophis boschmai Worrell, 1961
- Cycloseris boschmai Hoeksema, 2014
- Dendronephthya boschmai Verseveldt, 1966
- Dendrophyllia boschmai van der Horst, 1926
- Diceratocephala boschmai Baer, 1953
- Draco boschmai Hennig, 1961
- Errina boschmai Cairns, 1983
- Hamodactylus boschmai Holthuis, 1952
- Holectypus boschmai Engel, 1964 (fossil)
- Lophichthys boschmai Boeseman, 1964
- Metanephrops boschmai (Holthuis, 1964)
- Millepora boschmai De Weerdt & Glynn, 1991
- Parvilux boschmai Hubbs & Wisner, 1964
- Peltogaster boschmai Reinhard, 1944
- Pimelodella boschmai Van der Stigchel, 1964
- Pseudobba boschmai J. B. Henrard, 1964
- Sacculina boschmai Reinhard, 1955
- Siphonogorgia boschmai Verseveldt, 1966
- Stylaster boschmai (Eguchi, 1965)
- Thalassomyces boschmai (Nouvel) Boschma, 1959
- Tortugaster boschmai (Brinkman, 1936)